# Dingli
Dingli é um povoado da ilha de Malta em Malta.